# 皮特朗日欧拉克
皮特朗日欧拉克（法語：Puttelange-aux-Lacs，法語發音：[pytlɑ̃ʒ o lak]；洛林法兰克语：Pittlinge）是法国摩泽尔省的一个市镇，属于萨尔格米讷区。

## 地理
皮特朗日欧拉克（49°3'9"N, 6°55'51"E）面积16.66 平方千米，位于法国大東部大區摩泽尔省，该省份为法国东北部内陆省份，是洛林的一部分，西南接默尔特-摩泽尔省，东临下莱茵省，北与卢森堡和德国接壤。
与皮特朗日欧拉克接壤的市镇（或旧市镇、城区）包括：埃内斯特维莱尔、格伦德维莱尔、盖伯努斯、奥斯特、卢佩尔舒斯、雷姆兰莱皮特朗日、圣让罗尔巴克。

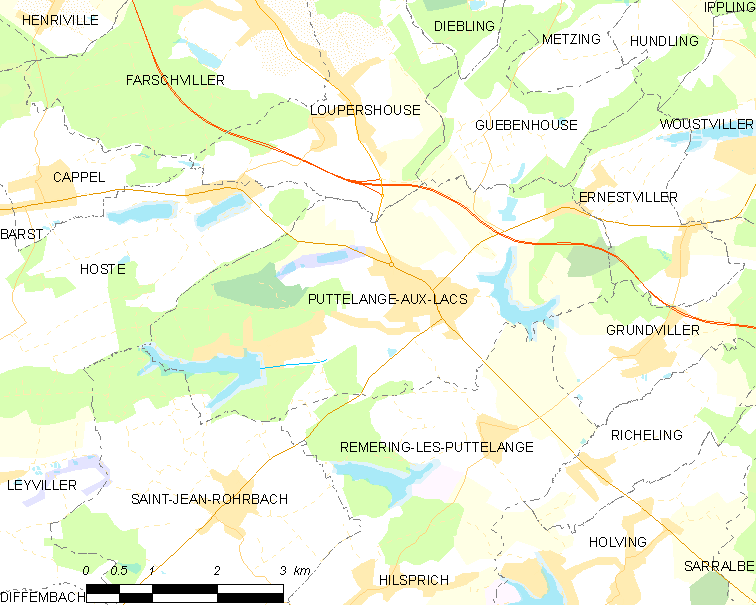
皮特朗日欧拉克的OSM定位图

皮特朗日欧拉克的时区为UTC+01:00、UTC+02:00（夏令时）。

## 行政
皮特朗日欧拉克的邮政编码为57510，INSEE市镇编码为57556。

## 政治
皮特朗日欧拉克所属的省级选区为萨拉尔布县。

## 人口

1962-2008年间皮特朗日欧拉克人口变化图示

皮特朗日欧拉克于2022年1月1日时的人口数量为3058人。